# Karen Larisch

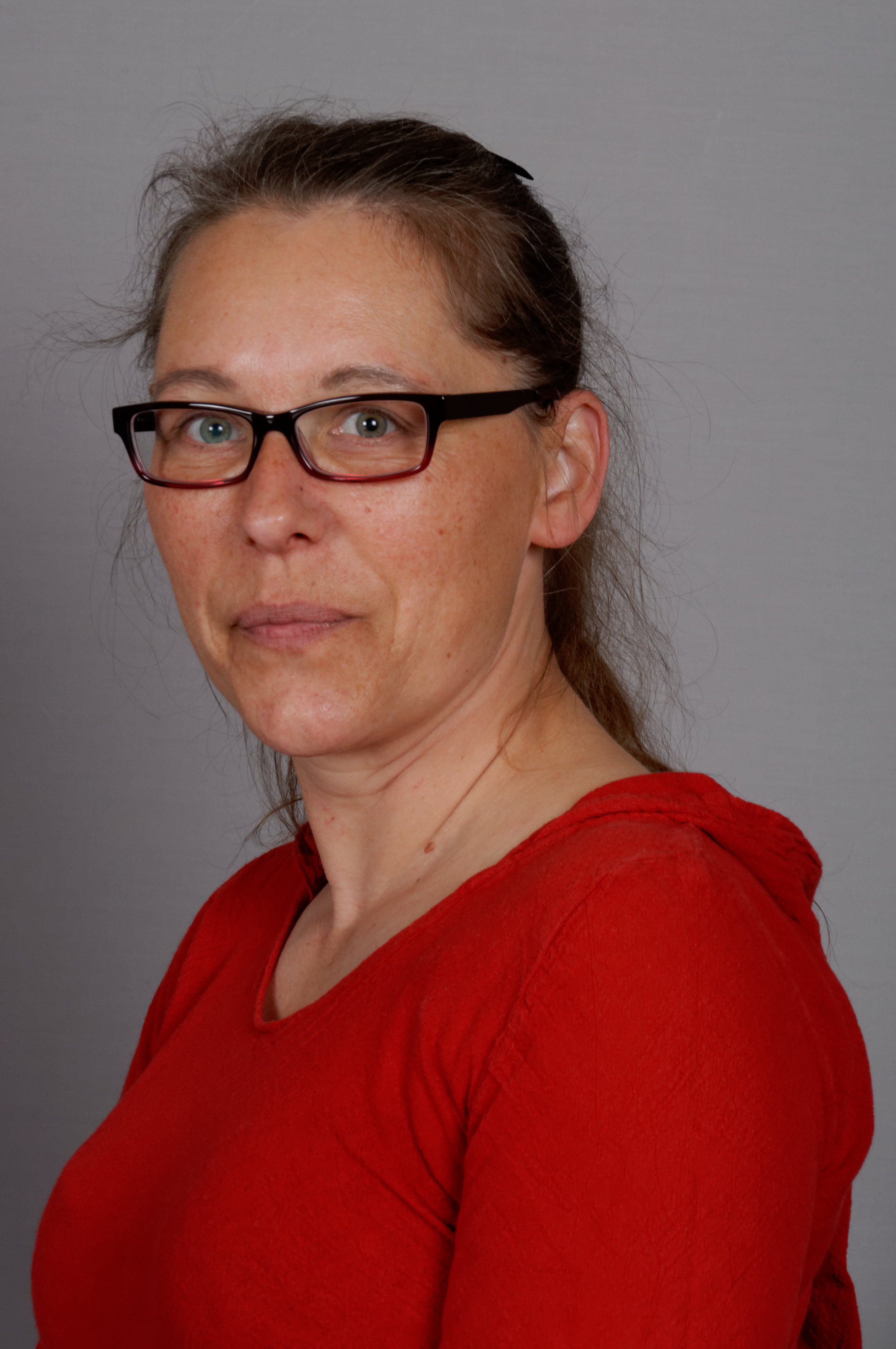
Karen Larisch 2017

Karen Larisch (* 2. November 1969 in Rostock) ist eine deutsche Politikerin der Partei Die Linke.

## Leben
Larisch beendete 1986 die Polytechnische Oberschule und machte anschließend eine Ausbildung zur Kauffrau im Außenhandel der Kleiderwerke Güstrow, wo sie nach dem Ende ihrer Ausbildung, 1988 bis 1990 auch als Sachbearbeiterin für Exporte tätig war. Nach der Wende in der DDR war sie zunächst als Mitarbeiterin des Linken Jugendbunds Mecklenburg-Vorpommern und der Vereinigten Linken Güstrow tätig. Von 1993 bis 2016 engagierte sie sich zudem in Bürgerinitiativen und im Ehrenamt auf der kommunalen Ebene. Ihren Unterhalt finanzierte Larisch von 1993 bis 1999 mit Reinigungsarbeiten, als Fahrradkurierin und mit Kneipenjobs im Niedriglohnsektor.
Karen Larisch gehört dem Gemeinderat von Güstrow an und erhielt bei der Landtagswahl in Mecklenburg-Vorpommern 2016 einen Sitz über die Landesliste ihrer Partei, den sie bis 2021 innehatte. In ihrer Fraktion war sie Sprecherin für Migration, Demokratie und Toleranz und Petitionen.